# Lamprochromus
Lamprochromus is een vliegengeslacht uit de familie van de slankpootvliegen (Dolichopodidae).

## Soorten
- L. bifasciatus (Macquart, 1827)
- L. buchtojarovi Negrobov & Chalaya, 1988
- L. canadensis (Van Duzee, 1917)
- L. dalmaticus Parent, 1927
- L. defectivus Strobl, 1899
- L. kowarzi Negrobov & Chalaya, 1988
- L. moraviensis Negrobov & Chalaya, 1988
- L. occidentalis Robinson, 1967
- L. satrapa (Wheeler, 1890)
- L. speciosus (Loew, 1871)
- L. strobli Parent, 1925